# Hugh Lofting
Hugh John Lofting (14. ledna 1886 Maidenhead – 26. září 1947 Topanga) byl anglicko-americký spisovatel literatury pro děti. Většinu svého života prožil ve Spojených státech, ale prostředí všech jeho knih je anglické. Proslavil se především postavou zvěrolékaře ovládající zvířecí řeč Doktora Dolittlea. Lofting ji načrtl již v ilustrovaných dopisech svým dětem, které posílal ze zákopů první světové války, v níž byl vážně zraněn. V knize se prvně Dolittle objevil roku 1920. Úspěch Loftinga přiměl k řadě pokračování. Unavený svým hrdinou se ho pokusil zbavit tím, že ho roku 1928 poslal na Měsíc (Dr. Dolittle in the Moon), ale poptávka veřejnosti ho donutila v roce 1933 se k postavě vrátit. Poslední díl ze série vyšel posmrtně v roce 1948. Lofting také napsal knihy, ve kterých se doktor neobjevil, včetně The Story of Mrs. Tubbs (1923) a pokračování Tommy, Tilly, and Mrs. Tubbs (1934).
V roce 1919 se definitivně usadil ve Spojených státech. Tam již před válkou studoval stavební inženýrství na Massachusetts Institute of Technology (studium dokončil na Londýnské polytechnice) a od roku 1912 tam znovu žil. Jeho nejstarší bratr, Hilary Lofting, se později stal spisovatelem v Austrálii, kam emigroval v roce 1915.